# Canari
Pour les articles homonymes, voir Canari.
Pour l’article ayant un titre homophone, voir Canaries.

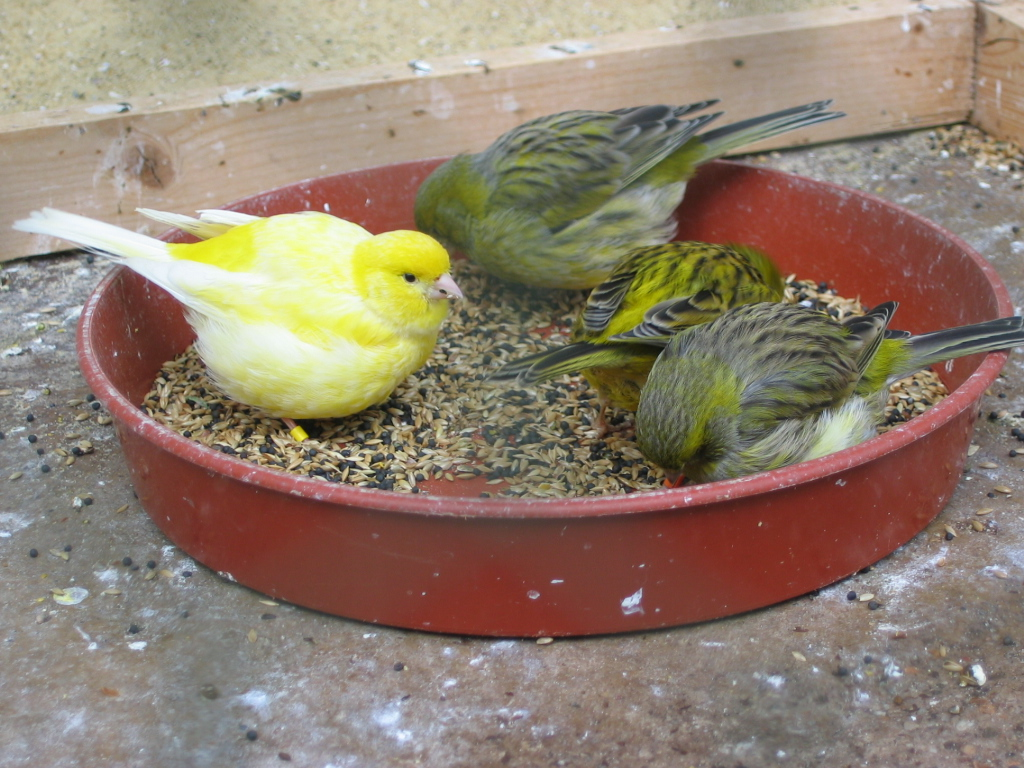
Canaris domestiques de différentes variétés

Le Canari est la forme domestiquée du Serin des Canaries (Serinus canaria). La sélection de ces oiseaux au sein des élevages a permis de créer de nombreuses races et variétés en privilégiant trois aspects : le chant, la couleur ou la posture.

## Description
Les canaris d'élevage les plus communs sont habituellement jaunes, avec les extrémités blanches. Aussi évoque-t-on le « jaune canari ». Mais il existe de nombreuses variantes. Le canari peut être divisé en deux grandes catégories : le canari lipochrome et le canari mélanique.
Les lipochromes sont des oiseaux ne présentant aucune mélanine, ils peuvent être blancs, jaunes ou rouges. Les mélaniques ont une couleur dite de fond (blanc, jaune ou rouge), et possédant des mélanines (eumélanines et/ou phaéomélanine). Les canaris panachés sont classés dans les mélaniques.
Le phénotype blanc peut être dû à deux mutations différentes, le blanc récessif et le blanc dominant. On les distingue par le fait que le canari blanc dominant possède toujours quelques traces de jaune (ou de rouge) dans ses rémiges, alors qu'un blanc récessif est totalement blanc.
Les races élevées aujourd'hui ont des tailles variant de 11 cm (pour les races fife fancy, hoso japonais et raza) à 23 cm (pour le lancashire). Le canari de couleur a une taille de 13 à 14 cm.
Ils peuvent vivre environ  6 à 10 ans selon la variété, certains atteignant même l'âge de 20 ans. 

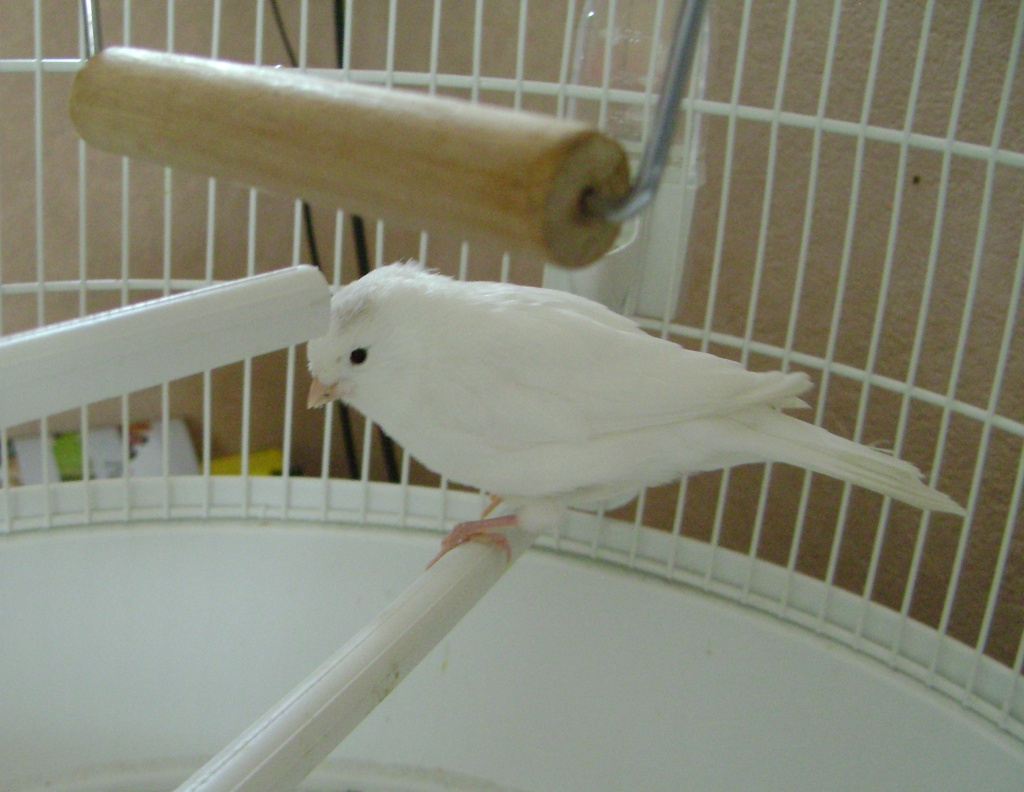
Blanc
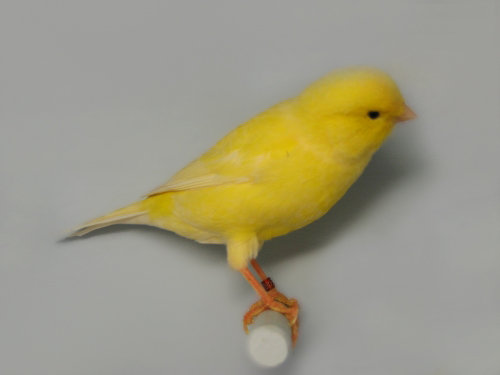
Jaune lipochrome schimmel
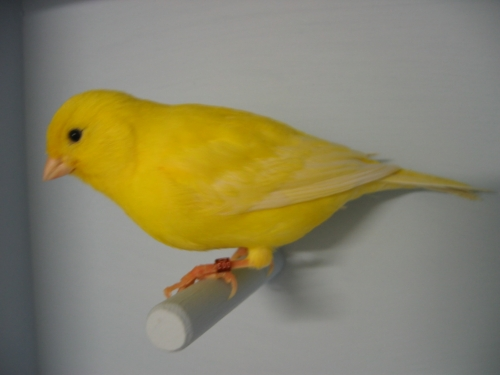
Jaune lipochrome intensif
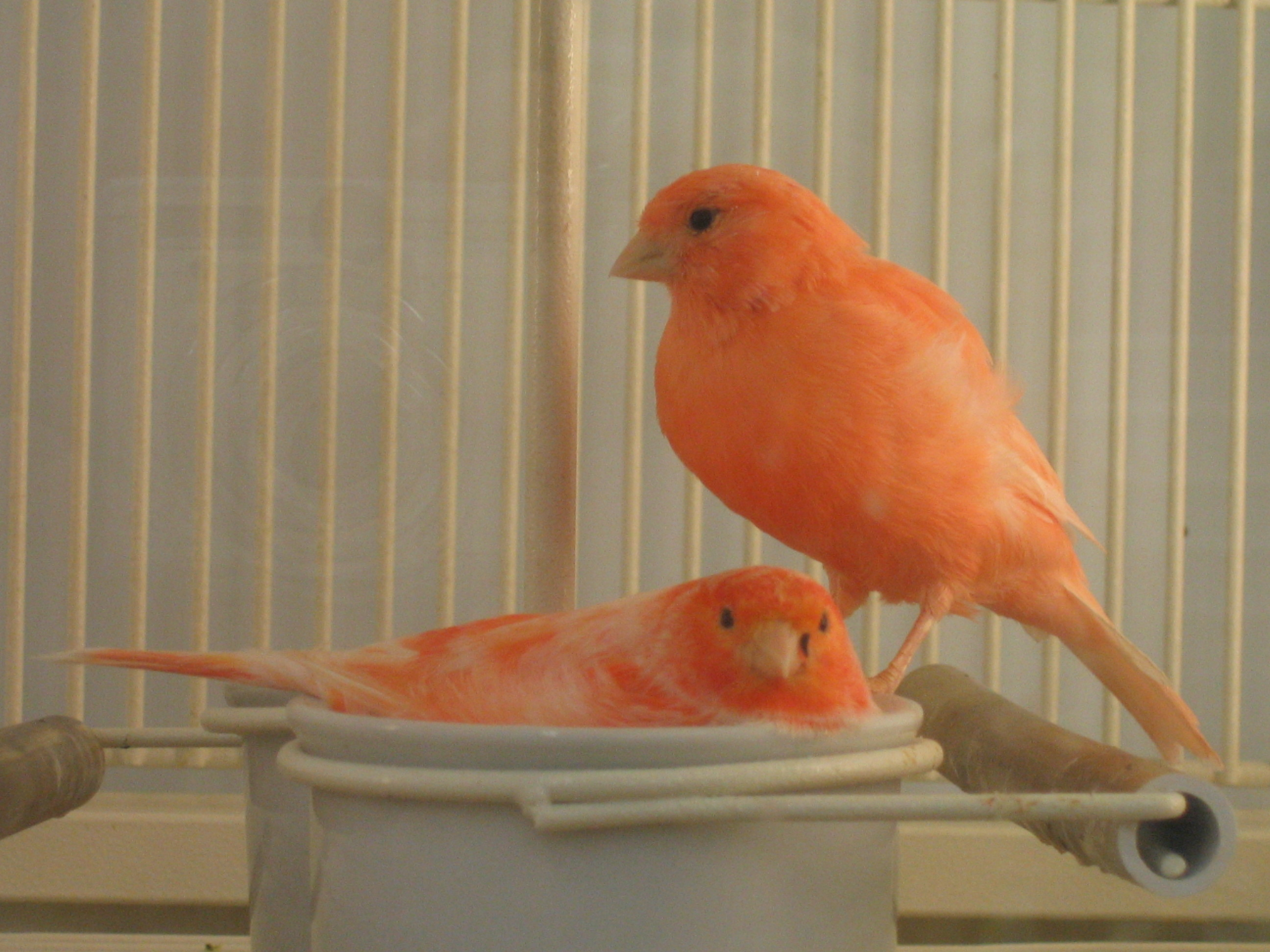
Lipochrome rouge
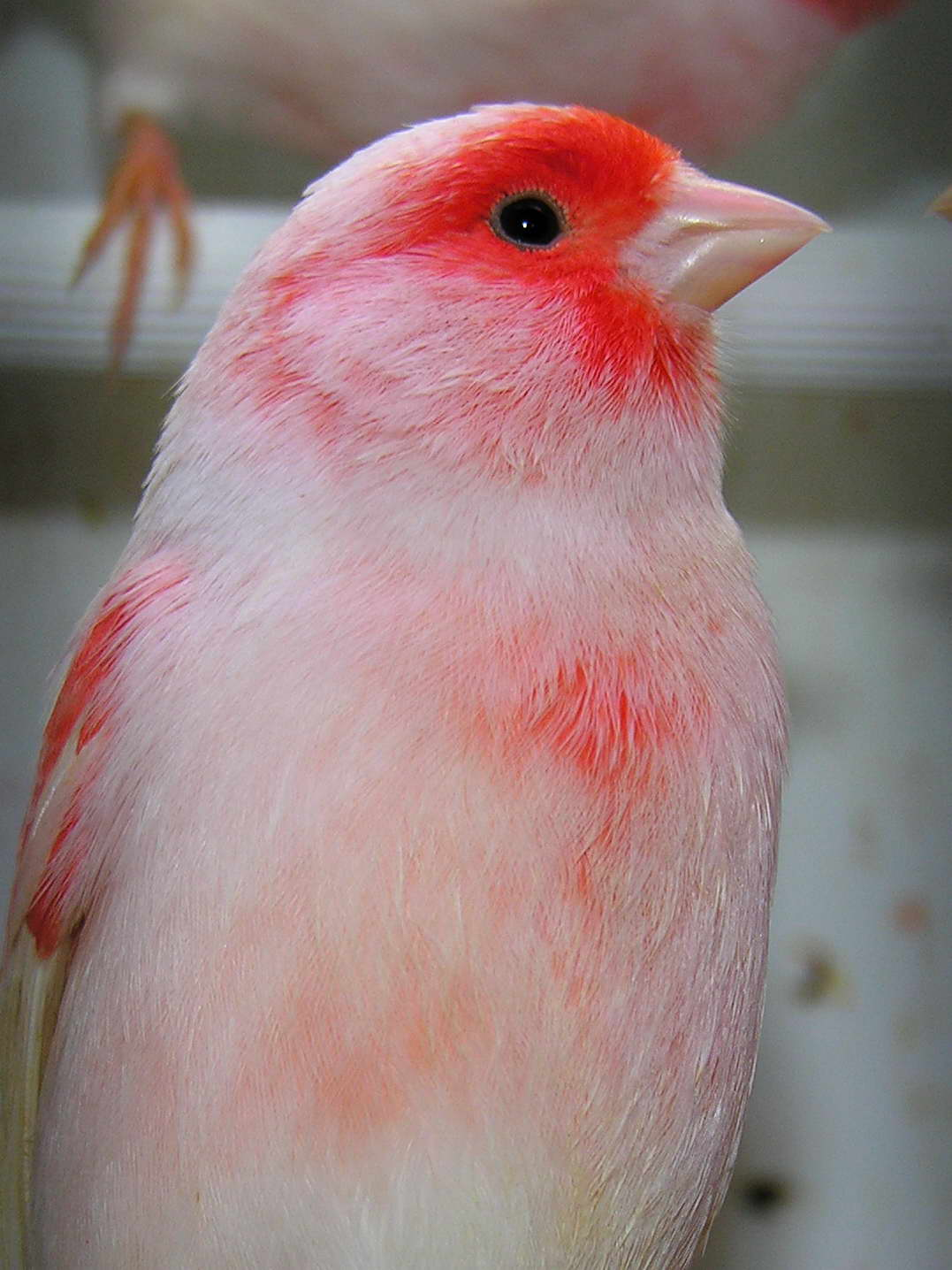
Rouge mosaïque
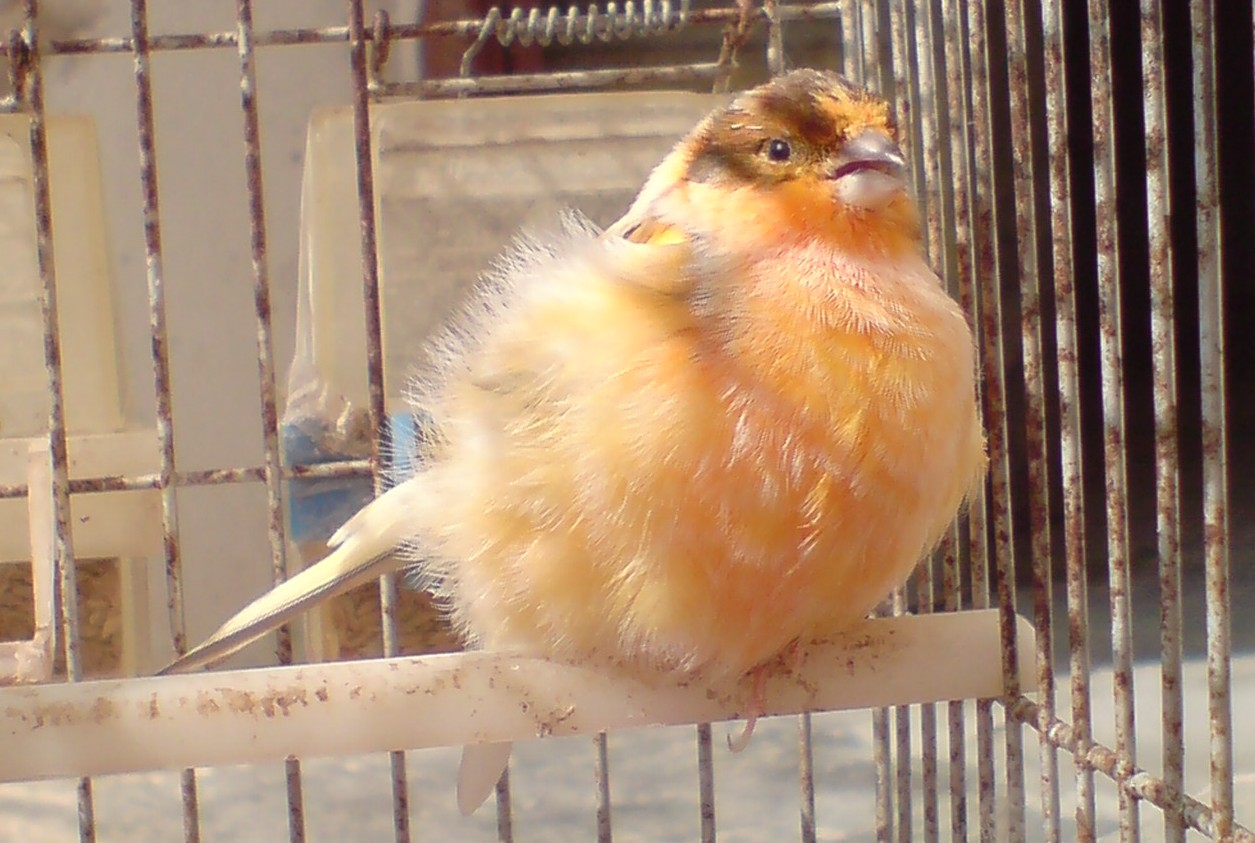
Canari panaché à fond rouge
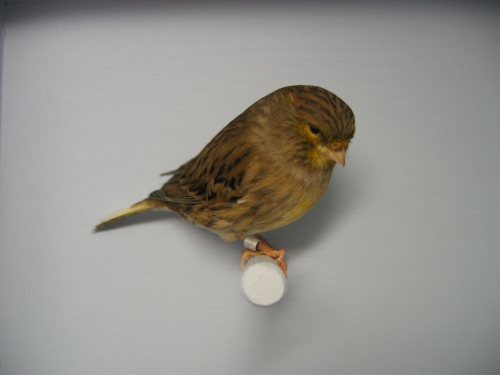
Canari de race Gloster, variété Consort
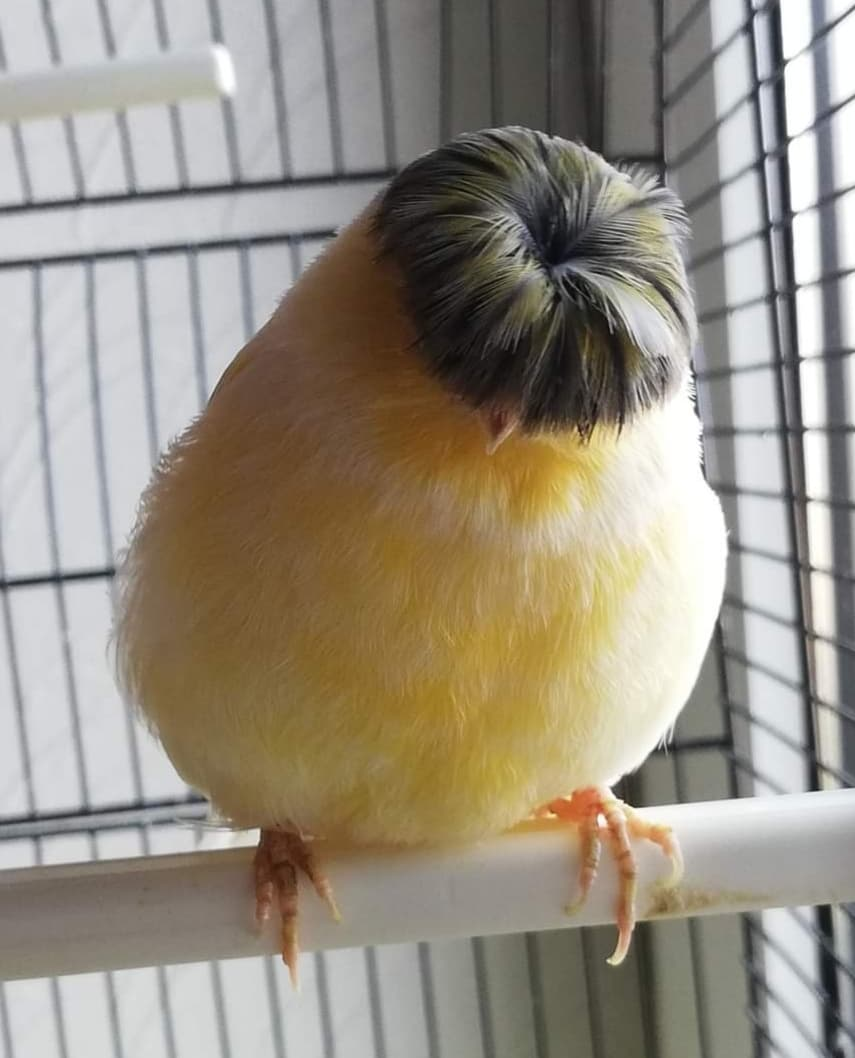
Canari de race Gloster, variété Corona, panaché
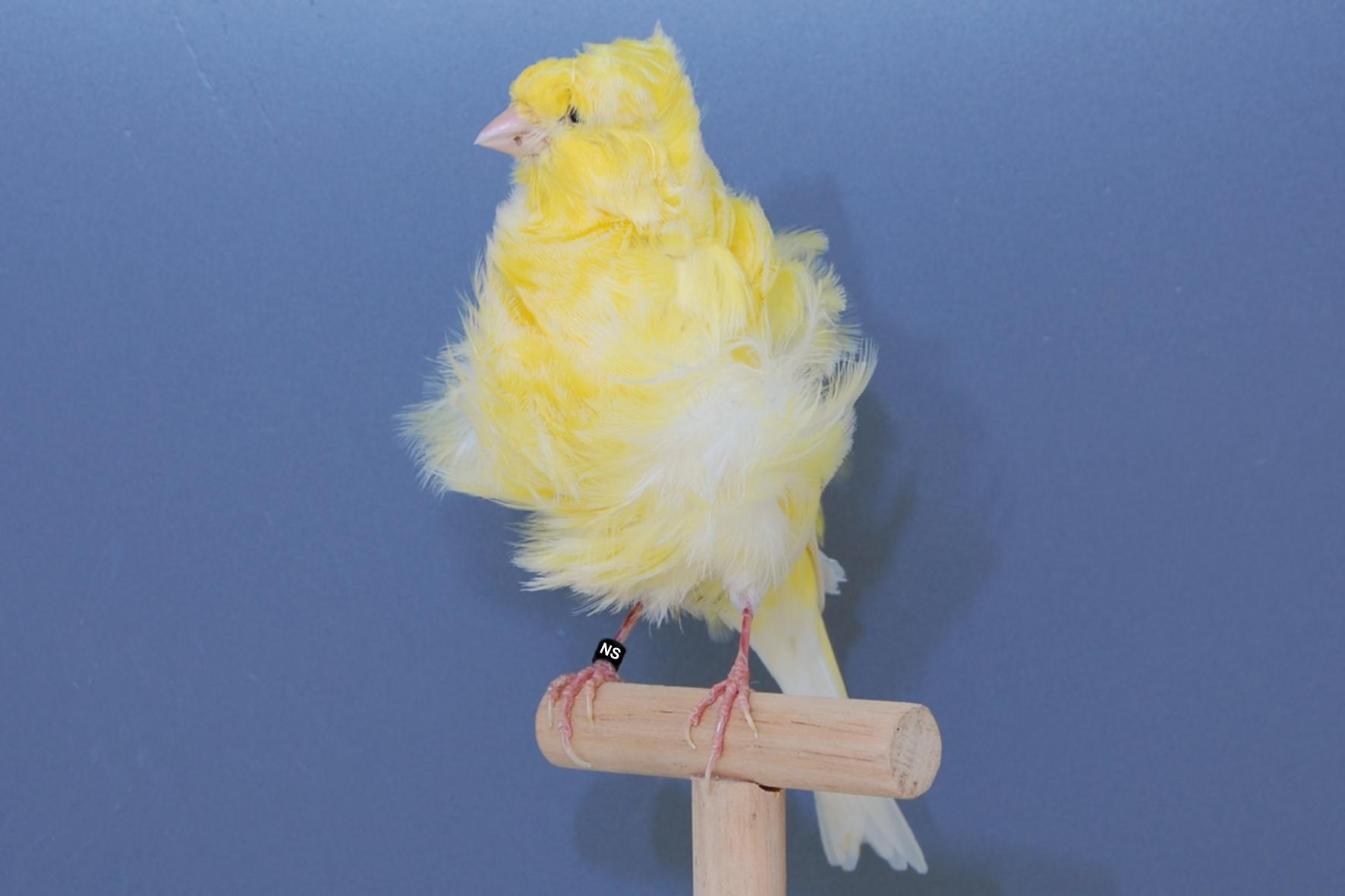
Race de canaris frisée jaune lipochrome

## Sélection des canaris
Le canari est un animal domestique, il existe aujourd'hui plusieurs catégories, différant selon leur forme et leur posture, leur chant particulier ou leur couleur. 
De par son aptitude à chanter en intégrant des chants d'autres passereaux, le canari est devenu le plus populaire des oiseaux de cage. Ainsi, il existe des races hollandaises, américaines, françaises, japonaises, britanniques...
Chez les canaris de couleur, on parle de différentes mutations, alors que chez les canaris de posture et de chant, on parle de véritables races. L'explication en est que les canaris de couleur suivent tous le même standard de morphologie, alors que les canaris de posture et de chant ont des standards de morphologie et de chant propres. 
Beaucoup de canaris néanmoins n'entrent dans aucune de ces classes, car ils ne sont tout simplement pas sélectionnés. Ils ont une morphologie et des couleurs variables, ce sont les canaris dits communs. 

### Hybridation
Le canari se croise facilement avec d'autres oiseaux de la famille des fringillidés. Certains hybrides sont stériles, comme celui issu du croisement entre canari et chardonneret élégant, appelé « mulet » par analogie avec l'hybride de l'âne et de la jument. D'autres sont féconds. En effet, un croisement entre canari et tarin rouge du Venezuela donne des hybrides de couleur rouge orangé. Ces hybrides, par sélection et croisement avec des canaris donneront les canaris rouges. Le canari est régulièrement hybridé avec le chardonneret, le bouvreuil pivoine ou ponceau (toujours un mâle de canari avec une femelle de bouvreuil dans ce cas), le verdier d'Europe, etc.

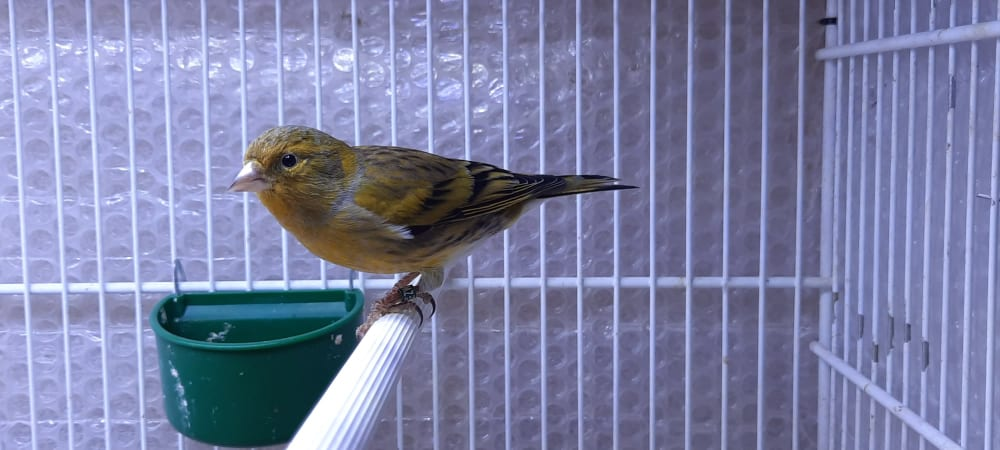
Hybride mâle de tarin des aulnes x canari

### Canaris de couleurs
Les éleveurs ont obtenu, à force de sélections génétiques ou de croisements, de nombreuses mutations de couleurs (jaune, blanc, orange, isabelle, rouge, agate, brun, noir ou noir-brun, mosaïque, pastel, opale, ino, satiné, ailes grises, topaze, eumo, onyx, cobalt, jaspe). Par combinaison de ces couleurs entre elles on obtient plusieurs centaines de coloris différents. Les canaris rouges sont des canaris jaunes portant en plus le gène de la couleur rouge et auxquels on donne une alimentation spécifique pour mettre ce facteur rouge en évidence.

### Canaris de postures
Ce sont les canaris dits de forme, de position ou postures frisés.
Certaines variétés sont huppées, d'autres ont un plumage frisé, comme le « frisé parisien » ou le « frisé du Nord » tous deux frisés, comme leur nom l'indique, et de couleurs variées.
Il existe actuellement 21 races différentes de canaris de forme et de posture.

### Canaris de chant
Les races principales sont les Harz (edelroller Harzer), historiquement la plus ancienne, les Malinois et les Timbrados espagnols. 
Mais il existe aussi le roller américain, le chanteur russe (trille aigüe), et le flawta marocain.
Le Harz est le plus doux. Il chante l'ensemble de ses tours (essentiellement roulé) le bec fermé, uniquement en gonflant la gorge. 
Le Malinois chante des tours imitant des clapotis ou divers tintements d'eau.
Le Timbrado chante puissamment tous ses tours le bec ouvert.
Ces oiseaux ont été utilisés comme un système d'alerte, c'est-à-dire pour indiquer la présence de gaz toxiques tels que le monoxyde de carbone et de faibles niveaux d'oxygène dans l'air ambiant. Les canaris étaient particulièrement efficaces à cette fin car, contrairement aux pinsons, aux tourterelles et aux souris, ils réagissaient très rapidement au monoxyde de carbone.

## Alimentation
Le canari se contente d'un simple mélange de graines, composé par exemple de la manière suivante : alpiste 71 %, niger 5 %, graines de navettes 5 %, graines de lin 5 %, avoine pelée 8 %, chanvre 2 %, périlla 2 %, chia 2 %. Ce mélange se trouve dans le commerce et peut être modifié en ajoutant d'autres graines selon de la période. Ils apprécient grandement la verdure et les végétaux frais, tels que la pomme, le mouron, les fleurs de pissenlit, ou les feuilles de salade.
Durant la reproduction, il est bénéfique de compléter cela par de la pâtée aux œufs. Cela encourage les parents à nourrir et permet un meilleur développement des oisillons.
Pour permettre aux femelles de fabriquer la coquille des œufs, il est recommandé de mettre à disposition du grit et de l'os de seiche.

## Aspects culturels

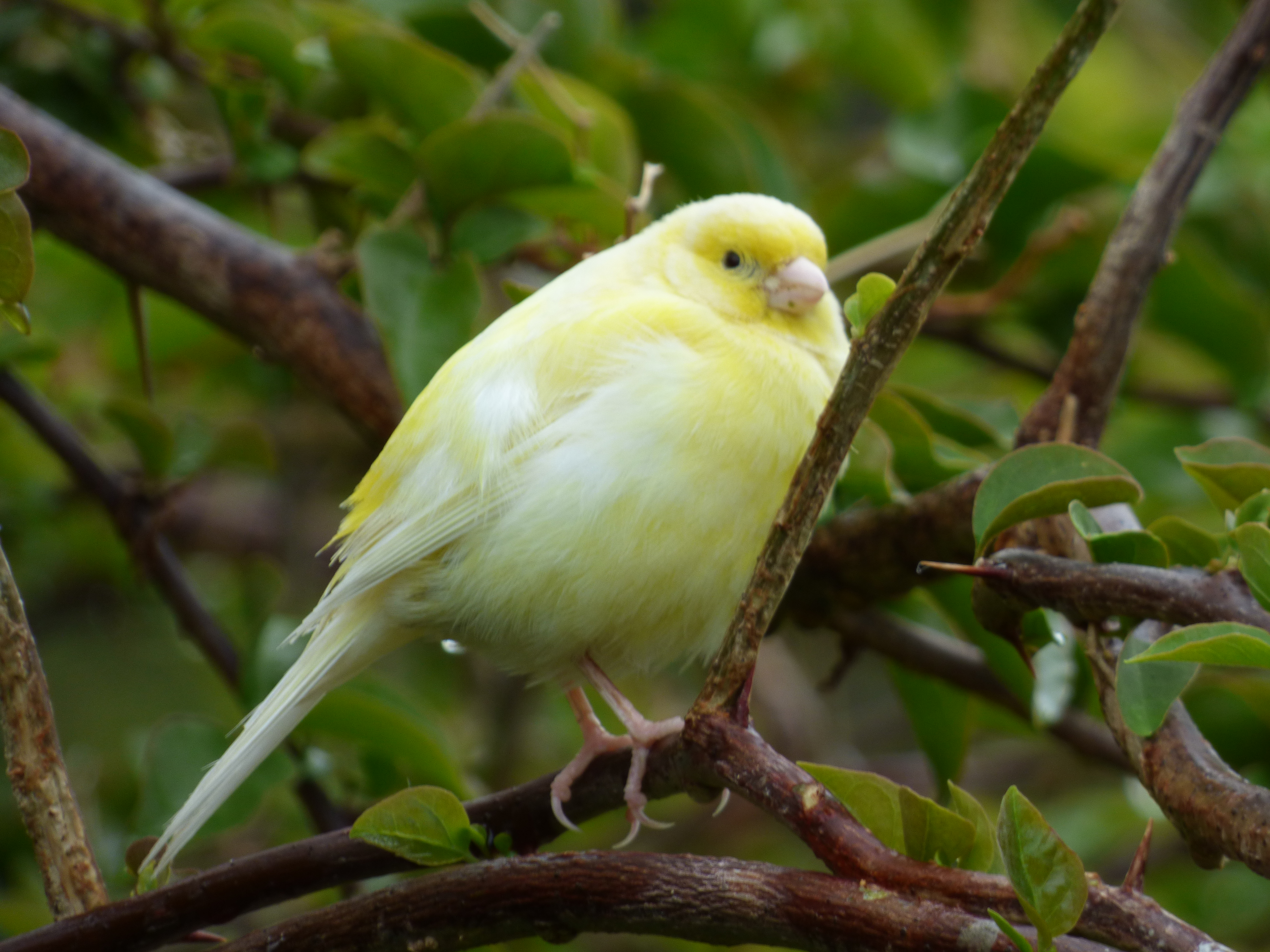
Un canari jaune, dans un arbre.

- Par extension, « canari » ou « jaune canari » désigne un jaune vif.
- Le « chant du canari » désigne la dénonciation d'un traître dans l'argot du milieu.
- Le canari jaune Titi est un personnage d'animation des Looney Tunes.
- « Les Canaris » est un surnom :
  - des footballeurs du FC Nantes ;
  - des joueurs de l'équipe de Jeunesse sportive de Kabylie.

## Utilisation par l'homme

### Intérêt scientifique
Dans une étude statistique publiée en mai 2013, une équipe de chercheurs de l’université de Boston a démontré que le chant des canaris était par nature structuré en syllabes et en phrases. Le but de leur démarche était non seulement de déterminer dans quelle mesure le chant des canaris délivrait un message, mais également d'étudier ces oiseaux en tant que modèle d'apprentissage de la communication acoustique sur le plan neuronal. En partant des circuits neuronaux des canaris, qui restent relativement peu complexes, il serait possible de mettre en perspective certains comportements complexes humains.

### Canaris des mineurs

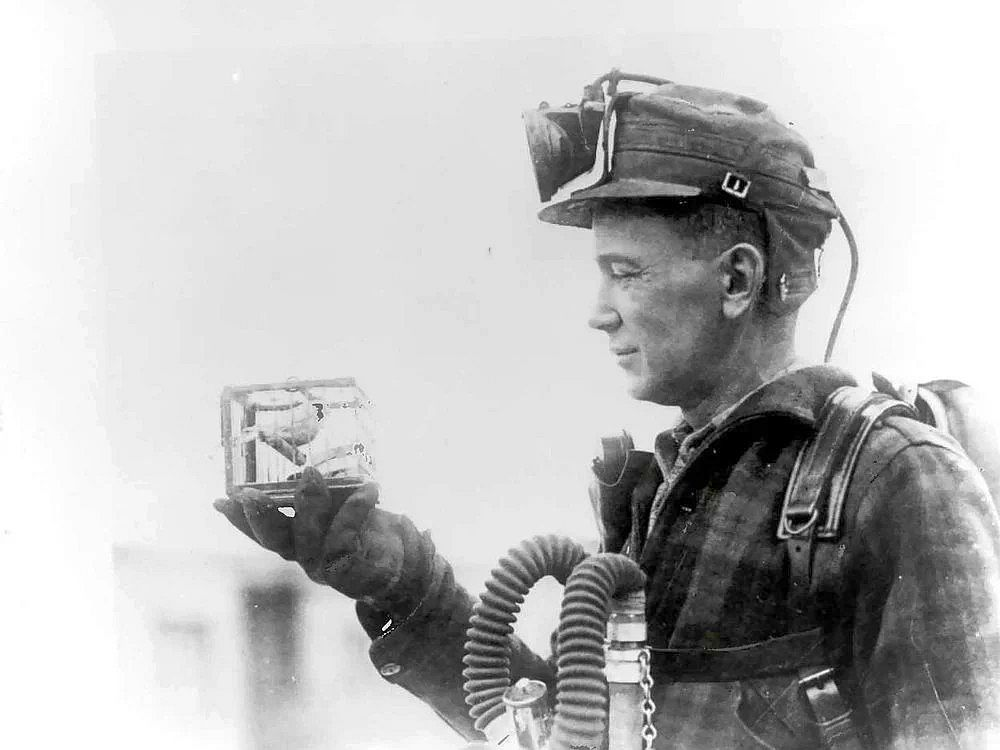
Un mineur avec une petite cage contenant un canari utilisé pour tester la présence de gaz de monoxyde de carbone en 1928.

Les canaris sont régulièrement utilisés dans les mines de charbon comme système d'avertissement depuis la fin du XIXe siècle, grâce aux expériences du physiologiste écossais John Scott Haldane. En effet, les gaz toxiques tels que le monoxyde de carbone ou le dioxyde de carbone présents dans la mine tueraient l'oiseau avant les mineurs. Les signes de détresse de l'oiseau indiquaient aux mineurs que les conditions n'étaient plus sûres. Institué en 1911 au Royaume-Uni, l'usage des canaris des mineurs y est abandonné à partir de 1987 alors que 200 canaris avaient cette fonction précédemment.

### Usage de canaris pour la prévision climatique
L'expression anglaise « climate canary » est utilisé pour faire référence aux espèces qui sont affectées par un danger environnemental avant les autres, permettant ainsi d'être un système d'avertissement pour les autres espèces vis-à-vis de ce danger. Il s'agit donc d'un indicateur environnemental.